# Andy Delort
Andy Delort (ur. 9 października 1991 w Sète) – algierski piłkarz francuskiego pochodzenia, występujący na pozycji napastnika w algierskim klubie MC Alger oraz w reprezentacji Algierii. Zwycięzca Pucharu Narodów Afryki 2019. Młodzieżowy reprezentant Francji.

## Kariera klubowa
Delort jako junior grał w zespołach FC Sète oraz Pointe Courte AC Sète. W 2008 roku dołączył do rezerw AC Ajaccio. Będąc ich zawodnikiem, przebywał na testach w Borussii Dortmund oraz Girondins Bordeaux. Od obu klubów otrzymał propozycję kontraktów, jednak odrzucił je. W 2009 roku przeszedł do Nîmes Olympique, grającego w Ligue 2. W lidze tej zadebiutował 30 sierpnia 2009, wchodząc jako rezerwowy w 53. minucie w meczu z FC Metz (1:1). Zmienił wówczas Jonathana Ayité. W sezonie 2009/2010 zagrał w 3 ligowych meczach, za każdym razem wchodząc z ławki rezerwowych.
W 2010 roku powrócił do AC Ajaccio, jednak tym razem został włączony do jego pierwszej drużyny. 15 września 2010 w wygranym 3:0 meczu Pucharu Ligi Francuskiej z Le Havre AC, strzelił swoje dwa pierwsze gole w zawodowej karierze. Pierwszą bramkę w Ligue 2 zdobył natomiast 17 grudnia 2010 w spotkaniu z Angers SCO (1:0). 11 marca 2011 był jednym z graczy zamieszanych w bójkę, gdy został zmieniony w ligowym meczu przeciwko FC Nantes (0:2). W wyniku incydentu kilku graczy zostało ukaranych; Delort oraz inny gracz z drużyny, Carl Medjani, otrzymali zawieszenia na 4 mecze. W sezonie 2010/2011 zajął z klubem 2. miejsce w Ligue 2 i awansował z nim do Ligue 1. W rozgrywkach tych zadebiutował 6 sierpnia 2011 w przegranym 0:2 pojedynku z Toulouse FC i otrzymał wówczas żółtą kartkę.
W styczniu 2012 został wypożyczony do drugoligowego klubu FC Metz, w którego barwach do końca sezonu 2011/2012 zagrał w 13 meczach i strzelił 1 gola. Następnie wrócił do Ajaccio, a 27 kwietnia 2013 w meczu wygranym 2:1 spotkaniu z Montpellier HSC, zdobył swoją pierwszą bramkę w Ligue 1.
W połowie 2013 roku dołączył do zespołu z drugiej ligi, Tours FC. W sezonie 2013/2014 został królem strzelców Ligue 2, strzelając 24 gole w 36 meczach. Został również wybrany do Drużyny Roku Ligue 2, a także otrzymał nominację do Gracza Roku Ligue 2. Zajął 2. miejsce, przegrywając z graczem FC Metz, Diafrą Sakho.
W końcówce sierpnia 2014, Delort podpisał kontrakt z angielskim zespołem Wigan Athletic, grającym w Championship. W lidze tej pierwszy mecz rozegrał 13 września 2014 przeciwko Blackburn Rovers (1:3). W barwach Wigan wystąpił w 11 ligowych pojedynkach. W lutym 2015 został wypożyczony do Tours, gdzie grał do końca sezonu 2014/2015.
W lipcu 2015 został graczem zespołu SM Caen z Ligue 1 i spędził tam sezon 2015/2016. Następnie podpisał kontrakt z meksykańskim Tigres UANL. W Liga MX zadebiutował 11 września 2016 w wygranym 2:0 spotkaniu z Monarcas Morelia, zaś 23 października 2016 w wygranym 3:1 pojedynku z Pumas UNAM zdobył swojego premierowego gola w lidze meksykańskiej. Z Tigres Delort wywalczył mistrzostwo fazy Apertura sezonu 2016/2017.
W styczniu 2017 wrócił do Francji, gdzie podpisał kontrakt z pierwszoligowym Toulouse FC. W sezonie 2018/2019 był stamtąd wypożyczony do ligowego rywala – Montpellier HSC, który następnie wykupił Delorta.

## Kariera reprezentacyjna
W 2009 roku Delort grał w reprezentacji Francji w piłce plażowej, prowadzonej przez Érica Cantonę. W eliminacjach do Mistrzostw Świata 2009 zdobył 5 bramek.
17 maja 2011 wystąpił w towarzyskim meczu reprezentacji Francji U-20 przeciwko Stanom Zjednoczonym (3:3).
W kwietniu 2019 wyraził zainteresowanie grą w reprezentacji Algierii, ze względu algierskie pochodzenie jego matki. W czerwcu 2019 został powołany do kadry na Puchar Narodów Afryki. W reprezentacji zadebiutował 16 czerwca w wygranym 3:2 towarzyskim meczu z Mali, w którym strzelił gola. Na turnieju zagrał w 5 z 7 spotkań drużyny Algierii, która została mistrzem Afryki.

## Osiągnięcia
Indywidualne
- Król Strzelców Ligue 2: 2013/2014; 24 gole
- Drużyna Roku Ligue 2: 2013/2014
- Gracz Miesiąca Ligue 2: marzec 2014